# Zehnkampf-Länderkampf der Männer 1991 Deutschland – Frankreich – Großbritannien – Sowjetunion
| 6. Leichtathletik-Länderkampf mit deutscher Beteiligung 1991                          | 6. Leichtathletik-Länderkampf mit deutscher Beteiligung 1991 |
| ------------------------------------------------------------------------------------- | ------------------------------------------------------------ |
|                                                                                       |                                                              |
| Zehnkampfvergleich der Männer Deutschland – Frankreich – Großbritannien – Sowjetunion |                                                              |
| Austragungsort                                                                        | Lage                                                         |
| Wettbewerbe                                                                           | 1                                                            |
| Datum                                                                                 | 10./11. August                                               |
| 1. GER 2. FRA 3. GBR 4. URS                                                           | 53.324 Punkte 49.555 Punkte 46.652 Punkte 35.557 Punkte      |
| Chronik                                                                               |                                                              |
| ← NLD-GER-FRA-SUI 00Str'lauf (F)                                                      | GER-FRA-GBR-URS00 7kampf (F) →                               |

Im sechsten Vergleich des Länderkampfjahres 1991 traten die Zehnkämpfer aus Deutschland, Frankreich, Großbritannien und der Sowjetunion zum ersten Mal in dieser Konstellation gegeneinander an. Austragungsort am 10./11. August war die westfälische Stadt Lage an der Lippe.
Auch die Frauen veranstalten am selben Tag und selben Ort einen Straßenlauf-Länderkampf.

## Modus
Die Gesamtwertung des Länderkampfs ergab sich aus der Addition der Punktzahlen für die jeweils sechs besten Athleten der einzelnen Teams. Zur Teilnehmerzahl je Land gibt es keine Angaben. In den Einzelresultaten sind nur die jeweils ersten Acht sowie die weiteren deutschen Teilnehmer aufgeführt.

## Ergebnis
Die Ränge eins bis sechs gingen allesamt an das deutsche Team. Auf den Plätzen sieben und acht folgten ein sowjetischer und ein französischer Zehnkämpfer. So gab es mit 53.324 Punkten einen überlegenen Sieg für Deutschland. Knapp vierhundert Punkte dahinter belegte Frankreich mit 49.555 Punkten Rang zwei. Großbritannien (46.652 Punkte) platzierte sich als Dritter. Deutlich abgeschlagen wurde die Sowjetunion mit 35.557 Punkten Vierter und Letzter.

## Resultat

### Zehnkampf
| Platz | Name              | Nation | Punkte | 100 m   | Weit- sprung | Kugel- stoßen | Hoch- sprung | 400 m   | 110 m Hürden | Diskus- wurf | Stabhoch- sprung | Speer- wurf | 1500 m      |
| ----- | ----------------- | ------ | ------ | ------- | ------------ | ------------- | ------------ | ------- | ------------ | ------------ | ---------------- | ----------- | ----------- |
| 01    | Stefan Schmid     | GER    | 7866   | 10,94 s | 7,30 m       | 13,48 m       | 1,91 m       | 48,91 s | 14,75 s      | 36,08 m      | 4,70 m           | 66,22 m     | 4:36,29 min |
| 02    | Norbert Lampe     | GER    | 7856   | 10,79 s | 7,07 m       | 13,13 m       | 1,88 m       | 49,62 s | 15,12 s      | 46,74 m      | 4,50 m           | 60,18 m     | 4:25,20 min |
| 03    | Paul Meier        | GER    | 7797   | 11,11 s | 6,88 m       | 14,70 m       | 2,12 m       | 49,20 s | 15,30 s      | 42,50 m      | 4,50 m           | 52,44 m     | 4:36,36 min |
| 04    | Andreas Henße     | GER    | 7541   | 11,78 s | 6,70 m       | 15,06 m       | 1,91 m       | 49,37 s | 15,46 s      | 42,80 m      | 4,30 m           | 59,96 m     | 4:22,35 min |
| 05    | Dirk-Achim Pajonk | GER    | 7500   | 11,04 s | 7,07 m       | 13,38 m       | 1,94 m       | 49,13 s | 15,06 s      | 39,12 m      | 4,20 m           | 50,96 m     | 4:27,81 min |
| 06    | René Günther      | GER    | 7497   | 11,63 s | 6,94 m       | 14,10 m       | 1,94 m       | 51,53 s | 14,95 s      | 47,40 m      | 4,50 m           | 54,62 m     | 4:43,89 min |
| 07    | Wladimir Wedin    | URS    | 7441   | 11,06 s | 7,03 m       | 12,56 m       | 1,97 m       | 49,73 s | 15,11 s      | 39,48 m      | 4,00 m           | 61,60 m     | 4:43,12 min |
| 08    | Christian Mandrou | FRA    | 7425   | 11,33 s | 6,78 m       | 11,86 m       | 1,88 m       | 49,15 s | 15,78 s      | 38,90 m      | 5,40 m           | 60,48 m     | 4:27,57 min |
| 000…  |                   |        |        |         |              |               |              |         |              |              |                  |             |             |
| 11    | Falk Schade       | GER    | 7267   | 11,55 s | 6,75 m       | 12,64 m       | 2,00 m       | 51,20 s | 15,91 s      | 41,62 m      | 4,70 m           | 47,84 m     | 4:29,96 min |
| 12    | Lars-Eric Geisel  | GER    | 7248   | 11,39 s | 6,91 m       | 13,39 m       | 1,97 m       | 50,51 s | 15,07 s      | 29,60 m      | 4,60 m           | 49,74 m     | 4:29,26 min |
| 15    | Peter Neumaier    | GER    | 7146   | 10,97 s | 6,88 m       | 12,29 m       | 1,94 m       | 48,91 s | 15,88 s      | 34,90 m      | 4,30 m           | 50,48 m     | 4:45,09 min |